# Joe Jacques
Joseph Jacques (12 tháng 9 năm 1944 - 4 tháng 2 năm 1981) là một cầu thủ bóng đá người Anh, thi đấu cho Preston North End, Lincoln City, Darlington, Southend United, Gillingham và Hartlepool United từ năm 1961 đến năm 1976, có hơn 300 lần ra sân ở Football League. Ông mất lúc 36 tuổi vì cơn đau tim tại nhà riêng ở Darlington.